# Евномий Кизикский
Евно́мий Ки́зикский (греч. Εὐνόμιος Κυζίκου, лат. Eunomius Cyzicenus; умер ок. 394) — греческий экзегет, епископ Кизический (360—361), с 370 года епископ Берии Фракийской, представитель крайнего аномейского направления арианства.

## Биография
Родился в Каппадокии, изучал риторику в Константинополе, затем теологию в Антиохии. Секундом Птолемаидским, епископом Киренаики, был послан в Александрию, где стал секретарём арианина Аэция Антиохийского. После смерти императора Констанция Галла Евномий и Аэций вернулись в Антиохию, где вошли в круг антиохийского архиепископа Евдоксия, впоследствии архиепископа Константинопольского и были рукоположён им в дьяконы.
К Константинопольскому собору 359 года, созванному императором Констанцием, написал книгу «Апология», в которой развивал идеи арианства в рационалистическом духе, на которую Василий Кесарийский ответил сочинением «Против Евномия».
Евномий участвовал в Константинопольском соборе 381 года, на котором император Феодосий I утвердил новый, никео-константинопольский символ веры, его учение было анафемствовано первым правилом собора, однако он после собора продолжал проповедовать своё учение частным образом и был сослан императором в Малую Скифию.
В 398 году, при сыне Феодосия императоре Аркадии, сочинения Евномия были преданы к огню и до наших дней дошли во фрагментах.

## Христологическиеработы
В своей «Апологии», рассматривая вопрос о Троице, Евномий утверждал, что Иисус Христос сотворён Отцом и, в силу этого, не подобен (греч. ἀνόμοιος — отсюда название учения — аномейство) Отцу по сущности, но подобен ему по воле. Согласно Евномию, божественность сущности Христа состоит в том, что он — единственная сущность, непосредственно сотворённая Богом; Христос является Богом Единородным, остальной мир сотворён Единородным в соответствии с волей Бога, то есть Сын является исполнителем воли Отца. Дух, по Евномию, произошёл от воли Отца и действия Сына и призван освящать творение. Василий Великий критиковал Евномия как раз за отрицание божественной природы во Христе
Таким образом, спор о единосущности (греч. ὁμοούσιος, омоусия) или подобосущности (греч. ὅμοιος, омойусия) Сына и Отца Евномий решил в пользу иносущности (греч. ετερουσιον, гетероусия).
Субординационизм Троицы у Евномия близок к духу идей среднего платонизма: Отец находится на вершине иерархии бытия, непосредственно с ним не соприкасаясь, но влияя на него через посредников.

## Сочинения
- Евномий. Апология. / Пер. и прим. Г. И. Беневича. Апология на апологию. / Пер. Д. С. Бирюкова. // Антология восточно-христианской богословской мысли. Ортодоксия и гетеродоксия: В 2-х т. Т. 1 / Под науч. ред. Г. И. Беневнча и Д. С. Бирюкова; составитель Г. И. Беневич. — М., СПб.: «Никея»-РХГА, 2009. — 672 с. — (Smaragdos Philocalias; Византийская философия: т. 4.). — С. 248—268. — ISBN 5-98478-001-9